# Lac de Blanchemer
Situé à 984 mètres sur la commune de La Bresse dans les Vosges à proximité des pistes de ski du Grand Artimont au fond de la vallée de Vologne, le lac de Blanchemer est un cirque glaciaire appuyé sur une moraine.
De la tourbe forme des radeaux flottants de sphaignes, flore que l'on retrouve aussi au col des Feignes et à l'étang de Machais.

## Hydronymie
Le nom de Blanchemer viendrait du fait qu'en hiver, la neige se reflète dans le lac et lui donne l'apparence d'une « mer blanche ». Ce qui lui valut d'être appelé Biantchemer ou Biantche Mwâ en lorrain.

## Géographie

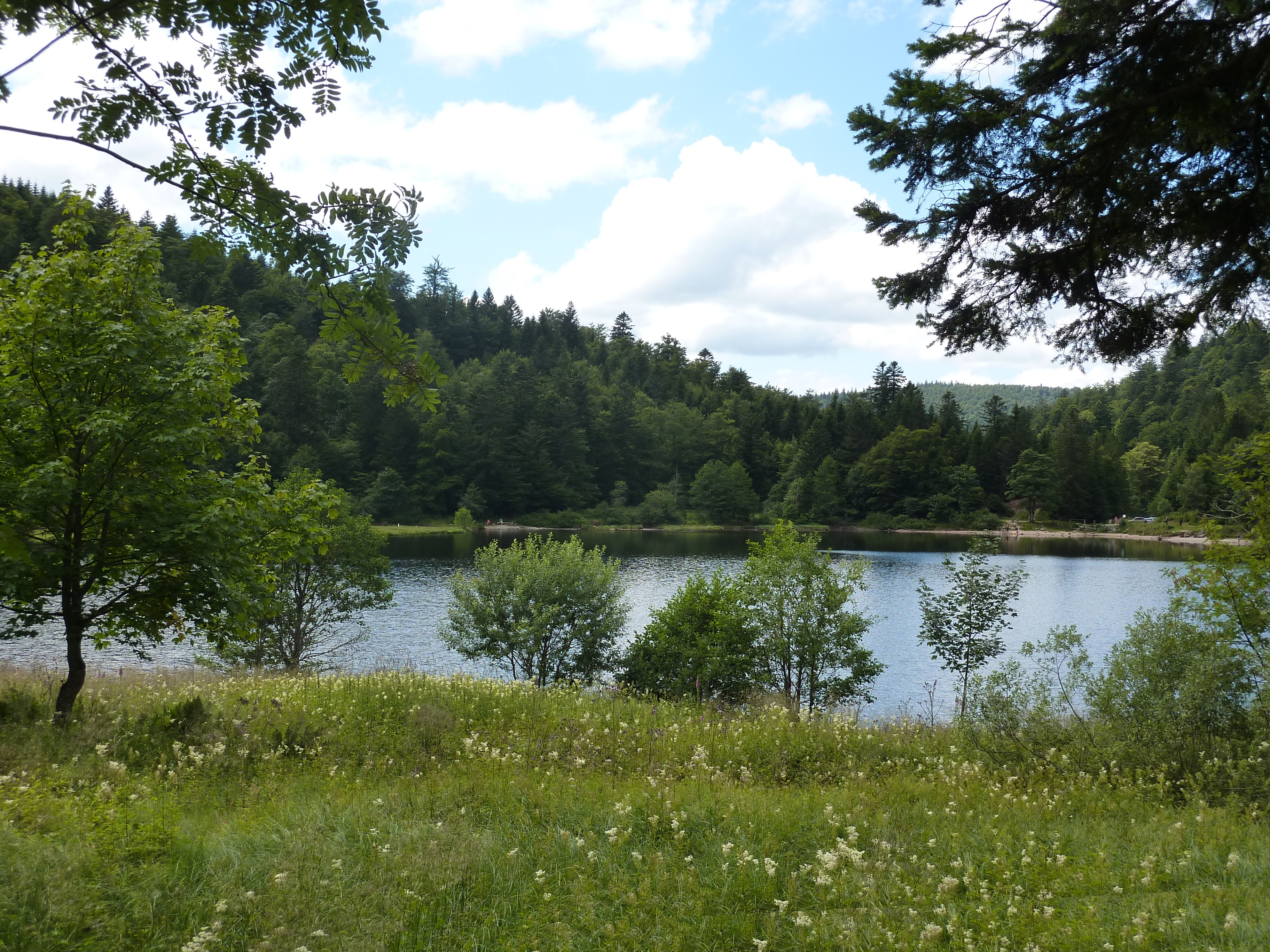
Vue du lac de Blanchemer

Le lac est profond d'une quinzaine de mètres et a une superficie d'environ 9 ha. Son émissaire, le Ruisseau de Blanchemer, rejoint la Moselotte par une vallée encaissée de 1 200 mètres.

## Accès
Le lac de Blanchemer est accessible par une route qui relie la vallée de Vologne à la route des Crêtes. Un sentier pédestre permet d'en faire facilement le tour.

## Production électrique
Dès 1959, une centrale hydroélectrique de la Régie municipale d'électricité de La Bresse est construite en contrebas pour turbiner les eaux du lac. Les aménagements de 2001 ont permis à la ville d'atteindre une production électrique de 3 400 kWh (chiffre qui prend également en compte la production du barrage de la Lande).

## Légende
Selon la légende, le lac de Blanchemer et ses environs serait le domaine d’une fée. Celle-ci avait pour habitude de se baigner et de laver ses voiles blancs dans les eaux du lac. On dit même qu'elle serait à l’origine de la technique de trempage et de blanchiment du linge si célèbre dans la région. Mais la fée, plutôt discrète punissait sévèrement les intrus qui ne respectaient pas son intimité.